# Vuorisalo (ö i Södra Savolax)
Vuorisalo är en ö i Finland. Den ligger i sjön Puula och i kommunen Kangasniemi i landskapet Södra Savolax. Öns area är 2,05 kvadratkilometer och dess största längd är 3,1 kilometer i sydöst-nordvästlig riktning.